# Fervento
Fervento è una frazione del comune di Boccioleto, in Val Sermenza, che si trova lungo la strada provinciale che collega la Valsesia con Carcoforo, Rimasco e Rima.

## Storia
Nel 1619, su concessione del vescovo di Novara Ferdinando Taverna, venne istituita la parrocchia e fino al 10 gennaio 1835 costituì comune a parte.

## Monumenti e luoghi d'interesse
Appena fuori dal centro abitato si trova una centrale idroelettrica alimentata dalle condotte forzate che vi convogliano le acque del Lago di Rimasco, mentre è degna di nota la Chiesa parrocchiale di Sant'Antonio.